# Élections sénatoriales américaines de 2004
Les élections sénatoriales américaines de 2004 ont renouvelé un tiers des membres du Sénat des États-Unis.
Les mandats renouvelés sont ceux des sénateurs de classe 3, élus en 1998. C'est la troisième fois que les démocrates échouent à progresser au Sénat lors du renouvellement des sénateurs de classe 3.
Ces élections coïncident, notamment, avec la réélection de George W. Bush lors de l'élection présidentielle de 2004, ainsi qu'avec les élections législatives de 2004.

## Cadre institutionnel et mode de scrutin
Le Sénat des États-Unis a 100 membres, deux pour chaque États des États-Unis, élus pour une durée de six ans. Les sénateurs sont divisés en 3 classes, une des trois classes étant renouvelés tous les 2 ans. Avant 1913 et l'apparition du dix-septième amendement de la Constitution des États-Unis, les sénateurs étaient élus par les assemblées des États, et non par leurs corps électoraux.

## Résultats

Carte des résultats
Conservé par les Républicains.
Gagné par les Républicains.
Conservé par les Démocrates.
Gagné par les Démocrates.

Les républicains gagnent six sièges mais en perdent deux, soit un gain net de quatre sièges.
| Partis | Partis            | Sénat avant l'élection | Sièges        | Sièges | Vote populaire  | Vote populaire | Sénat après l'élection | Changement |
| Partis | Partis            | Sénat avant l'élection | Sièges en jeu | Élus   | Nombre de votes | %              | Sénat après l'élection | Changement |
| ------ | ----------------- | ---------------------- | ------------- | ------ | --------------- | -------------- | ---------------------- | ---------- |
|        | Parti démocrate   | 48                     | 19            | 15     | 44 754 618      | 50,80          | 44                     | 4          |
|        | Parti républicain | 51                     | 15            | 19     | 39 920 562      | 45,30          | 55                     | 4          |
|        | Parti libertarien | —                      | —             | —      | 755 065         | 0,88           | -                      | -          |
|        | Indépendants      | 1                      | -             | -      | 371 027         | 0,43           | 1                      | -          |
|        | Autres            | —                      | —             | —      | 1 498 743       | 1,74           | —                      | —          |
| Total  | Total             | 100                    | 34            | 34     | 88 097 347      | 100,00         | 100                    | —          |

## Résultats pour les principaux partis
Le Sénat, avant ces élections, est composé de 51 républicains, 48 démocrates et un Indépendant. Le sénateur indépendant, James Jeffords du Vermont est allié avec les démocrates et vote avec eux. Les démocrates n'avaient donc besoin que d'un gain d'au moins deux sièges pour prendre le contrôle du Sénat.
Les sénateurs qui se représentaient ont tous été réélus, sauf Tom Daschle, chef de file des démocrates au Sénat, qui perd face au républicain John Thune dans le Dakota du Nord. À l'inverse, les sièges des sénateurs qui ne se représentaient pas ont changé de couleur dans le Colorado, en Floride, en Géorgie, en Illinois, en Louisiane, en Caroline du Nord et en Caroline du Sud. En fait, le seul siège conservé par le même parti est celui du républicain Tom Coburn, qui succède à Don Nickles dans l'Oklahoma.
Les républicains ont gagné quatre sièges lors de ces élections, et ont entamé la nouvelle législature avec une majorité de 55 sièges contre 44 pour les démocrates. C'est une majorité importante, mais pas suffisamment cependant pour obtenir la "supermajorité" (60 sièges) qui permet au parti majoritaire d'éviter l'obstruction électorale et de contrôler totalement l'ordre du jour et les procédures.

## Résultats pour les partis mineurs
Le Parti libertarien, le Parti constitutionnaliste et le Parti vert sont présents dans la plupart des élections sénatoriales de 2004. Bien qu'aucun des candidats de ces partis ne soit en mesure d'être élu ils jouent cependant un rôle dans plusieurs de ces élections, notamment en Alaska et en Floride, en privant les candidats des deux principaux partis d'un certain nombre de voix. Sur les 34 élections sénatoriales de 2004, le parti libertarien est présent dans 20 d'entre elles, le parti constitutionnaliste dans 10 et le parti vert dans 7.
D'autres partis sont également présents dans une ou plusieurs élections. On peut citer par exemple le Parti paix et liberté ou le Parti socialiste des travailleurs. Aucun de ces partis n'obtient un nombre significatif de voix.